# Estadi Rimnersvallen
L'Estadi Rimnersvallen és un estadi de futbol de la ciutat d'Uddevalla, a Suècia.
Va ser inaugurat el 5 de maig de 1923 i va ser seu de la Copa del Món de Futbol de 1958. Precisament el partit de la Copa del Món entre Brasil i Àustria (3-0) es manté com el rècord d'espectadors de l'estadi amb 17.778. Hi juguen els clubs IK Oddevold i Uddevalla IS.